# アブ・ニダル
アブ・ニダル（アブー・ニダール、亜：أبو نضال、英：Abu Nidal）ことサブリー・ハリール・アル＝バンナー（亜：صبري خليل البنا、英：Sabri Khalil al-Banna、1937年5月 - 2002年8月16日）は、パレスチナのテロリスト。もともとはパレスチナ解放機構の幹部だったが対立して脱退。自身の名を冠したゲリラ組織『アブ・ニダル機関』（Abu Nidal Organization、略称はANO、現在の名称はファタハ革命評議会）を結成し率いていたが、2002年に自宅のアパートで自殺した（暗殺された説もある）。

## 経歴

### 出自
サブリーは、1937年5月、ヤッファに生まれた。サブリーの父は、妻13人、16男8女を有し、サブリーは、シリア系の8番目の妻の子供だった。父は、ヤッファとガザ地区に3千haの土地を有し、パレスチナで最も富裕な者の1人だった。パレスチナから欧州への野菜と果物の輸出の10%を支配し、フランス、シリア、トルコにも別宅を有するほどだった。父は良い教育を受けさせよう考えて、サブリーをヤッファのカトリック系フランス語学校に送った。1945年、父が死去し、兄達はサブリーをムスリムにしようと主張して、エルサレムの権威あるアル＝ウマリヤ学校に転校させた。
1948年初め、イスラエルが建国され、ユダヤ人がヤッファを占領し、一家の土地はイスラエル政府により収用されてしまった。一家は、マジャリ、後にガザ地区のアル＝ブルジ難民キャンプに移らざるを得なかった。1949年、父の旧知がいたヨルダン川西岸のナーブルスに移った。
1955年、サブリーはカイロ大学工学部に入ったが、2年後に除籍され、ナーブルスに戻り学校の教師として働いた。1960年、兄の勧めによりサウジアラビアに渡り、ジッダで電気工として働いた。1962年に結婚し、1男（ニダル）2女（ビザン、ナイファ）をもうけた。
サウジアラビアで、サブリーは政治に関心を持ち、バアス党に入党した。1965年に創設されたファタハにも加入したが、サウジアラビア当局の目に止まり、逮捕されて国外追放された。帰国後、第三次中東戦争に巻き込まれ、イスラエル国防軍がナブルスを占領するのを目の当たりにし、反イスラエル運動に加わった。

### ファタハ
イスラエル当局が西岸のファタハ構成員を摘発し始めると、サブリーはナブルスを離れ、ヨルダンの首都アンマンに移った。ここで、サブリーはアブ・ニダル（「闘いの父」を意味する）の名前を使い始めた。彼はヤーセル・アラファートの側近の1人、サラフ・ハラフ（アブー・アヤド）の庇護を得て頭角を現し、「軍事訓練」のために、政府ぐるみでテロリストを支援している中華人民共和国と北朝鮮に派遣された。
1969年、アブ・ニダルは、ファタハ代表部開設のためにスーダンに派遣された。しかしながら、余りに自発的に活動したために8ヵ月後に召還され、イラクに移された。バグダード滞在時、アブ・ニダルはイラク当局と密接な関係を確立したが、特定の国に依存すべきではないと考えたファタハ指導部との対立が深まることとなった。
アブ・ニダルは、次第にアラファトの命令を拒否し始め、在イラク・パレスチナ人共同体の中で立場を確立し始めた。アラファトは特使を派遣して、彼の立場を変えようと試みたが無駄に終わった。1973年、イラク当局の支援の下、150～200人を数える独自のアブ・ニダル・グループを立ち上げた。

### イラクとの協力
アブ・ニダルは、アラファトを始めとするファタハ指導部の穏健さを批判し、パレスチナ問題の平和的解決に反対した。
1974年10月、ユダヤ人のパレスチナ居住権を認めたアラファトの側近、アブー・マーゼンに対して暗殺が試みられた。その後、サイード・ハマミ、イサム・サルタヴィが暗殺された。これらの行動に対して、アブ・ニダルはPLOの欠席裁判で死刑を言い渡された。
1980年、イラク当局は、アブ・ニダルを在イラク・パレスチナ革命政治委員会議長に任命した。1981年、同委員会は、イラクから5千万ドル、シリアから100万ドル、リビアから数百万ドルを提供され、ラジオ局「パレスチナの声」、通信社「VAFA」、新聞紙「フィラスティン・アッ＝サウラ」（パレスチナ革命）を開設した。

### たらい回し
アブ・ニダルとイラクのサッダーム・フセイン大統領の協力関係は、1983年11月に終結し、彼はシリアに追放された。シリアのハーフィズ・アル＝アサド大統領の指示により、テロ攻撃はヨルダンに対して向けられた。しかし、1980年代末、アサド大統領は、西側諸国との関係改善を欲し、国際テロリズムを否定するようになった。このため、1987年、アブ・ニダルはシリアを離れ、リビアに落ち着いた。
リビアでは、組織内部の対立が先鋭化し、組織は崩壊の瀬戸際に立たされた。組織保全のためにイスラエルのモサドにも協力したとされる。しかし、1990年代末にイラクに戻り、フセイン大統領の干渉と支援のおかげで、アブ・ニダルは組織を保全することができたといわれる。

### 死亡
「最も危険なテロリスト」としてアメリカやイギリスなどが国際手配して行方を追っていたが、2002年8月16日に、バグダードの自宅において銃で自殺しているのを発見された。暗殺されたとの見方もある。

#### CIAのスパイ?
2008年にイギリスのインデペンデント紙がイラクの機密文書の内容を伝えたところによればアブ・ニダルはエジプト、クウェート、そしてCIAに雇われ、イラクとアルカイダの関係を探っていたことが露見したため、拷問を受けた後、自殺したという。

## 組織活動
1974年にアブ・ニダルがPLOを脱退してアブ・ニダル組織(ANO)を設立。PFLF（パレスチナ解放人民戦線）から分派した海外ゲリラ部門PFLP-EOとも共闘し、設立、主にアメリカ、イギリス、フランス、イスラエル、穏健派パレスチナ人、PLO、アラブ諸国を標的としてテロを行っている。但し欧米へのテロは1980年代後半から行っていない。レバノンのベッカー渓谷とレバノン沿岸地域のパレスチナ人難民キャンプに作戦部がある。アメリカ国務省指定の国際テロ組織の一つで、数百人規模と見られている。

### 主な活動
- 1983年9月、ガルフエア771便爆破事件
- 1985年11月、エジプト航空648便ハイジャック事件
- 1985年12月、ローマ空港・ウィーン空港同時テロ事件
- 1986年9月、イスタンブールのネヴェ・シャーローム・ユダヤ教会堂を襲撃、カラチでパンナム73便をハイジャック
- 1988年7月、ギリシャ・ポロス市の一日遊覧船攻撃
- 1991年1月、チュニスでPLO副議長アブ・イヤドとPLO警備部長アブ・フルを暗殺
- 1994年1月、レバノンでヨルダン外交官の暗殺テロ